# (523794) 2015 RR245

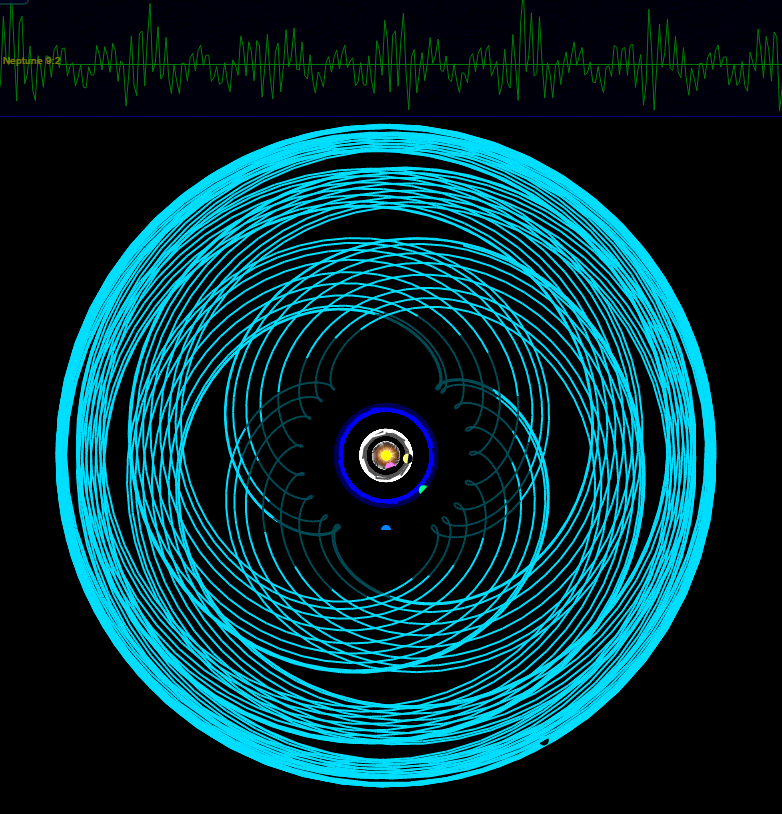
Орбита 2015 RR2015 в резонансе 2:9 с орбитой Нептуна

2015 RR245 — транснептуновый объект в поясе Койпера, кандидат в карликовые планеты. Открыт в феврале 2016 года исследовательской командой при анализе изображений полученных с телескопа Канада-Франция-Гавайи на Гавайях в сентябре 2015 года как часть OSSOS (Outer Solar System Origins Survey).
Обнаружен на архивных снимках обсерватории La Serena начиная с 2004 года. Это позволило определить, что 2015 RR245 находится в орбитальном резонансе с Нептуном 2 к 9.
Имеет период оборота вокруг Солнца около 700 лет. Наклонение орбиты (e) — ок. 8°. При альбедо 12 % и абсолютной магнитуде 4,0 диаметр объекта будет равен 652 км.
К июлю 2016 года орбита RR245 была известна только приблизительно. При открытии 2015 RR245 находился примерно в 64 а. е. от Солнца. По этому показателю он расположен на 12-м месте среди всех наиболее удаленных известных транснептуновых объектов. Перигелий орбиты составляет 34 а. е. (за орбитой Нептуна), в афелии оббъект удаляется 120 а. е. от Солнца. 2015 RR245 максимально приблизится к Солнцу в 2096 году.